# Ansitz Zimmerlehen

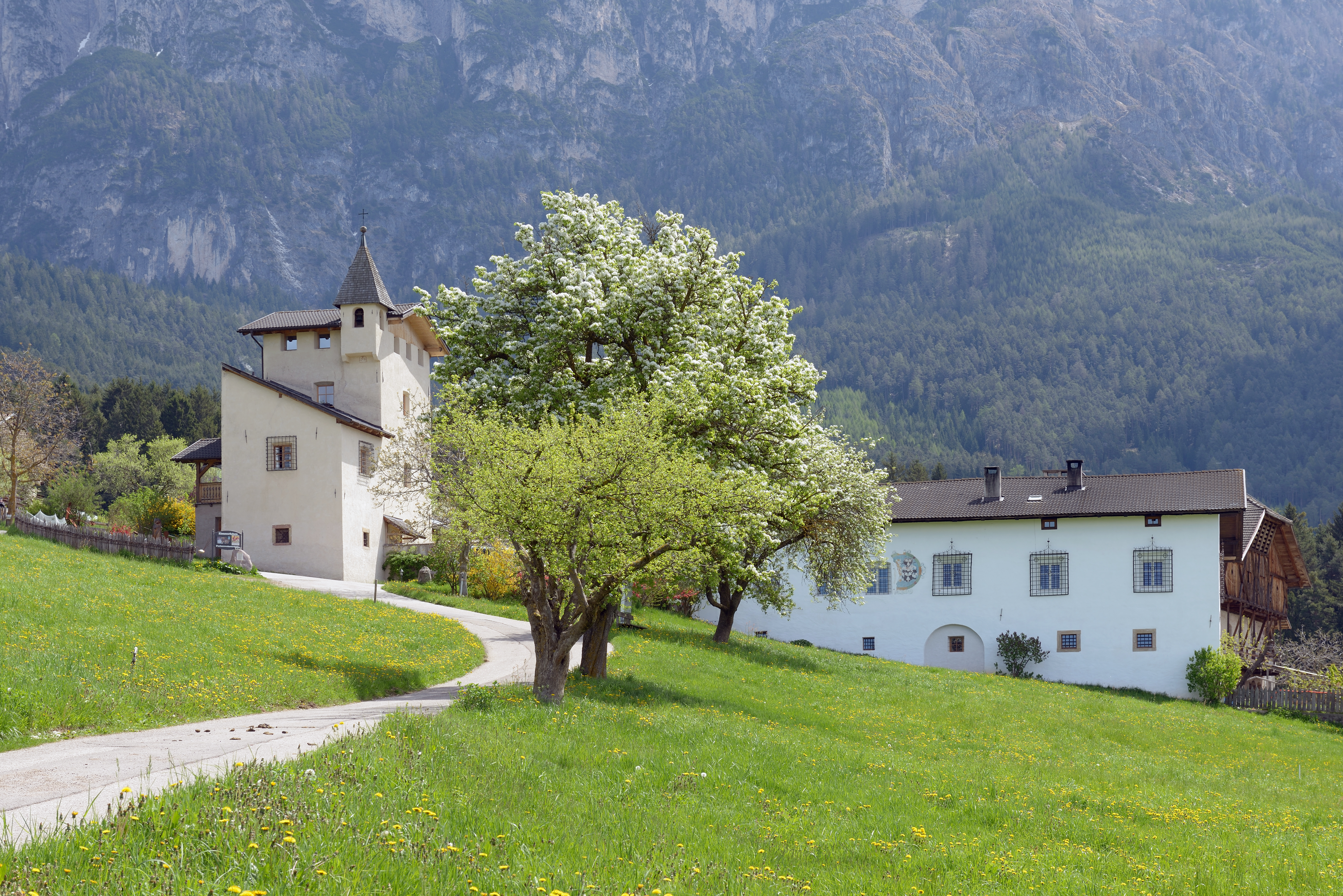
Ansitz Zimmerlehen

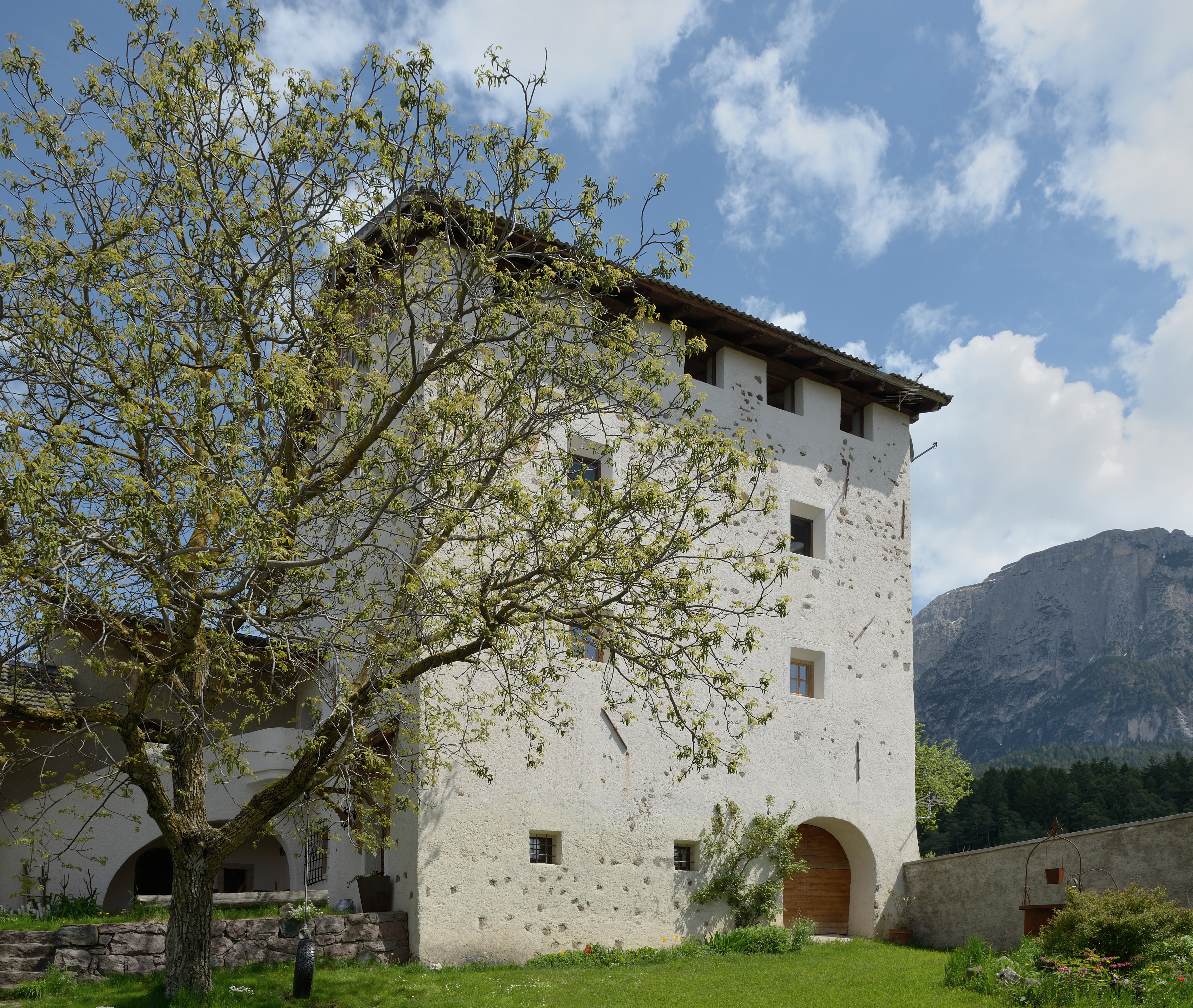
Ostseite

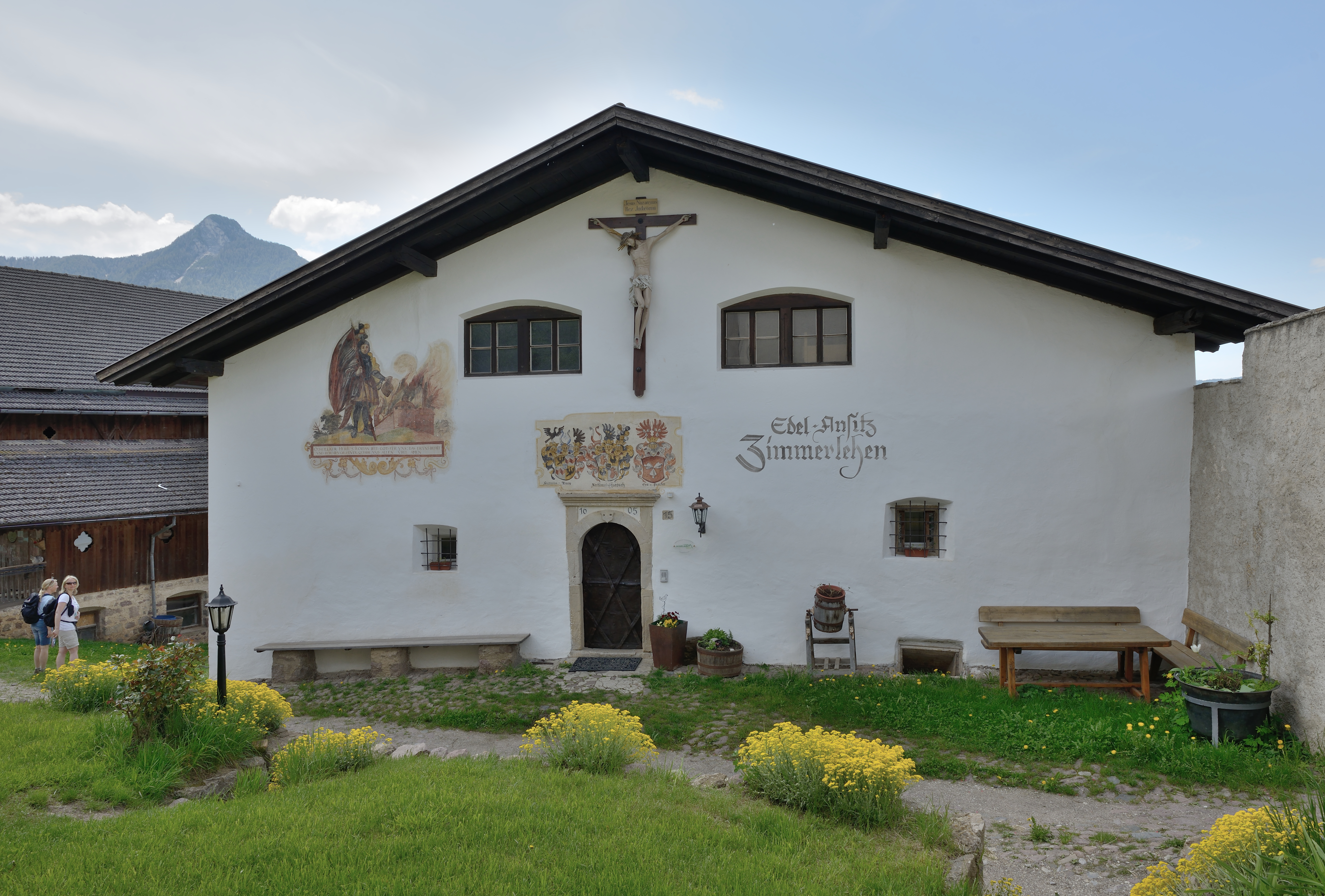
Baumannshaus

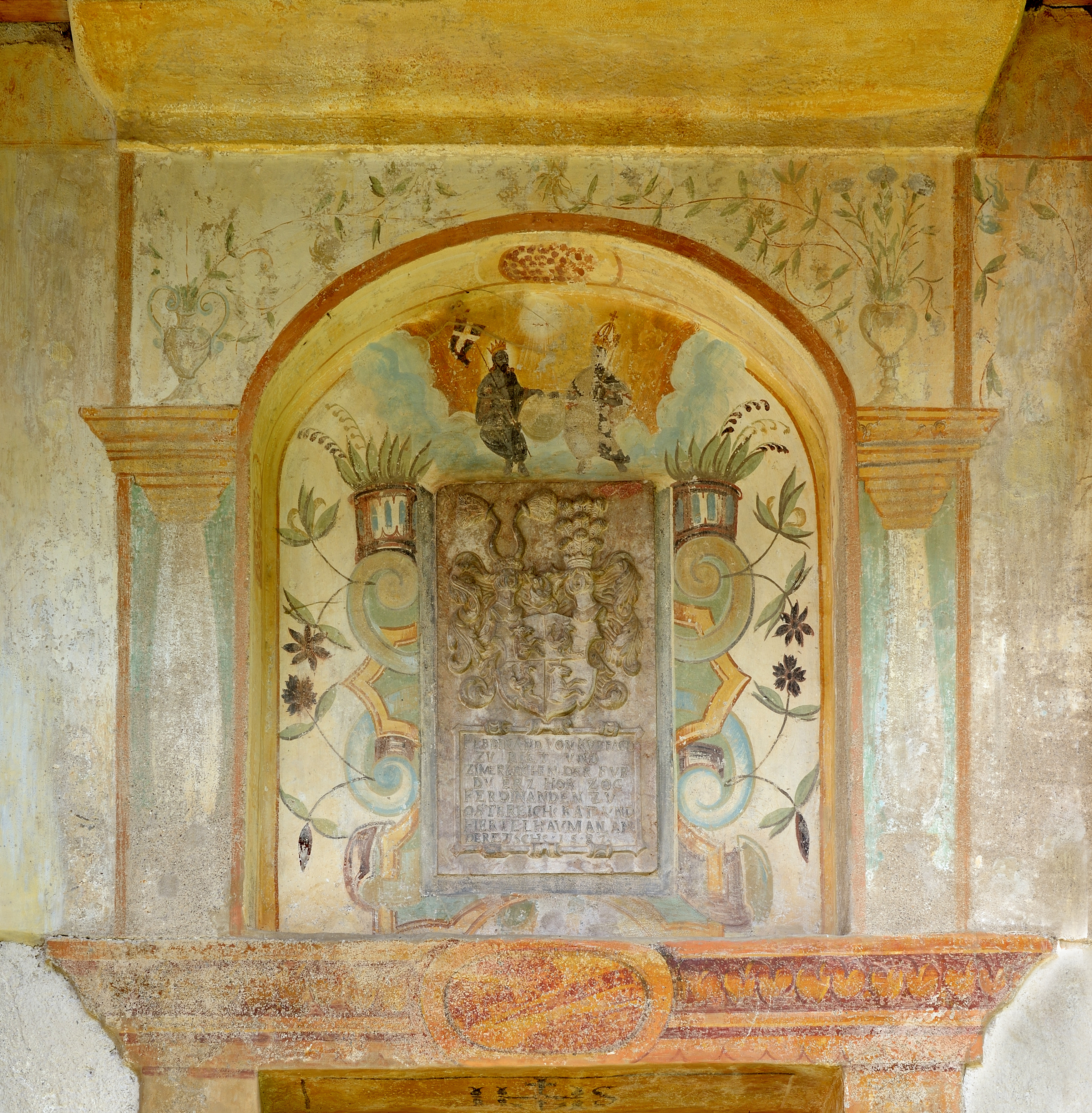
Fresken am Eingang

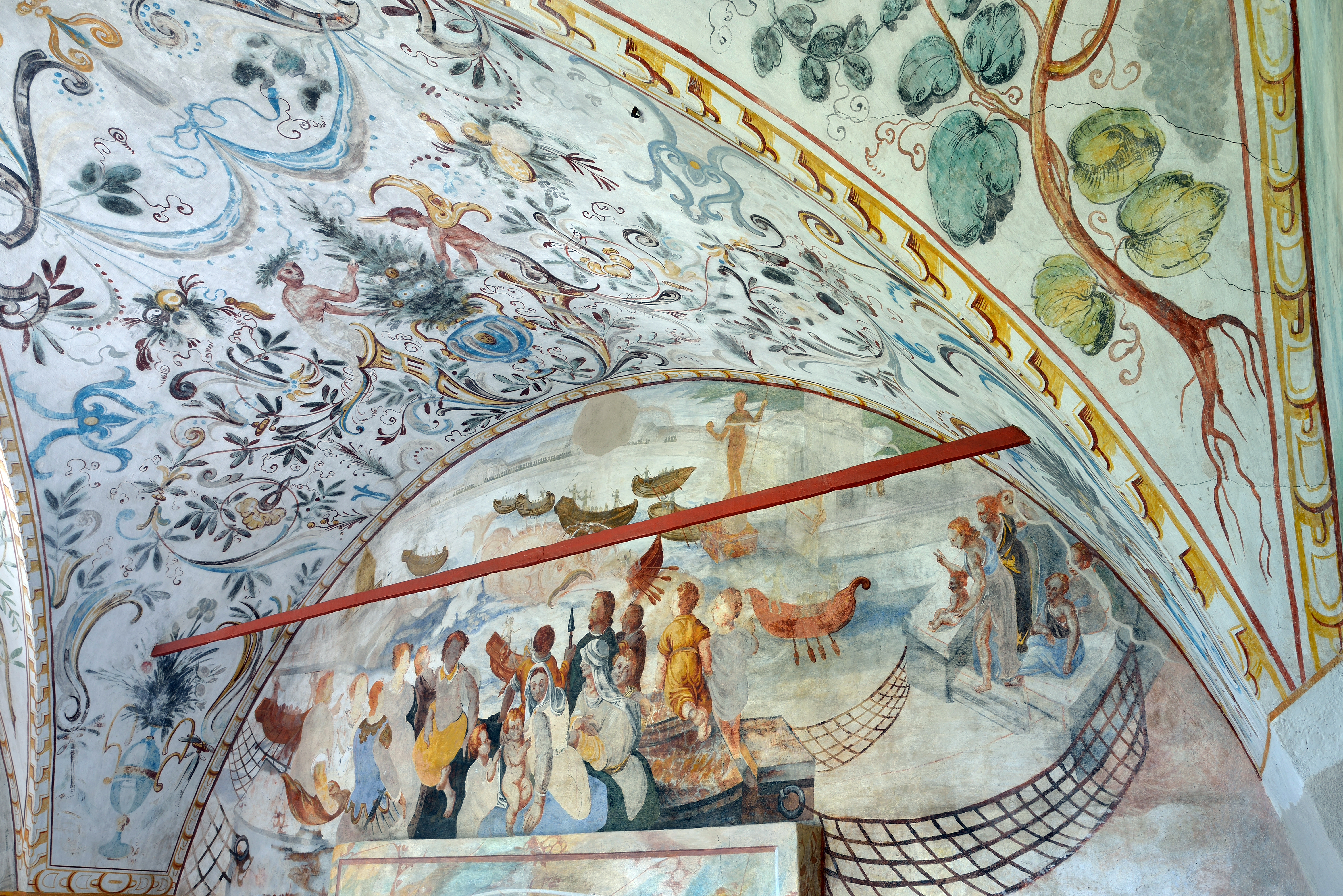
Deckenmalerei im Turm

Der Ansitz Zimmerlehen ist ein geschütztes Baudenkmal in der Gemeinde Völs am Schlern in Südtirol. 

## Lage
Der Ansitz liegt auf ca. 1000 m Höhe auf einer Wiesenfläche, oberhalb der Ortschaft Völs am Fuß des Schlern. 

## Geschichte
Der Ansitz Zimmerlehen, auch Zimmerlehenhof, in Obervöls wurde 1336 erstmals als Lehen des Hochstiftes Brixen erwähnt. Zunächst war das bischöfliche Zinslehen in den Händen von Völklein von Völs aus dem Ortsadel der Herren von Völs. 1580 kaufte der österreichische Rat und Viertelhauptmann an der Etsch Ferdinand von Kuepach zu Ried den Ansitz. Dieser ließ die hauseigene Kapelle reich ausstatten. Ein Glasgemälde von 1592 trägt Namen und Wappen des Stifters. Die Weihe des Altars fand laut einer Inschrift auf der Predella 1593 statt, die Weihe der Hofkapelle erfolgte am 6. August 1594. In zweiter Ehe vermählte sich Ferdinand von Küepach mit Katharina von Trapp, deren gemehrtes Wappen ebenfalls über dem Eingang angebracht ist. Später brachte die Erbentochter Anna Maria von Küepach den Besitz durch Heirat an die Familie Rubatscher. 1793 wurde das Anwesen von dem Ehepaar Michael und Elisabeth Fultner erworben. Deren Nachkomme Florian Fultner veräußerte schließlich Zimmerlehen mit allen Gebäuden, Wiesen, Äckern und Wäldern am 4. Dezember 1886 an den Antiquar Alois Überbacher aus Bozen, welcher den wertvollen Flügelaltar nach richterlichem Beschluss, "da es sich um ein privates, nicht öffentliches Gotteshaus handle", entfernen ließ. 1892 für 22.000 Gulden von Hermann Ritter von Widmann erstanden, schenkte er den Ansitz Zimmerlehen dem Ferdinandeum in Innsbruck. Seit 1951 steht das Gebäudeensemble unter Denkmalschutz. 1999 fand eine Restauration des Turmes statt. Gegenwärtig betreibt die Familie Kompatscher dort eine Unterkunft mit Ferienwohnungen und einer Hofschänke.

## Beschreibung
Es handelt sich um einen Ansitz mit Herrschaftshaus, Wirtschaftsgebäude, Turm, Kapelle und Baumannhaus. Im Turm befinden sich Wandmalereien aus dem Ende des 16. Jahrhunderts und im Herrschaftshaus Wandmalereien sowie eine Renaissancestube. Die im Erdgeschoss des Hauptgebäudes eingerichtete Privatkapelle der Heiligen Dreifaltigkeit mit Sakristei besaß früher ein Benefiziat, die sogenannte Küepach'sche Stiftung, welche den jeweiligen Eigentümer des Anwesens zu einer jährlichen Zahlung von 14 Gulden und 30 Kreuzer verpflichtete. Der wertvolle Renaissance-Flügelaltar gelangte Ende des 19. Jahrhunderts an das Ferdinandeum in Innsbruck. Die 36 Email-Tafeln stammten aus der Mitte des 16. Jahrhunderts und zeigten Dürers kleine Passion. Zu weiteren Gebrauchsgegenständen zählten ein gotischer Kelch und eine in Ungarn gefertigte Orgel.